# Desfile do Dia da Vitória em Moscou em 2010

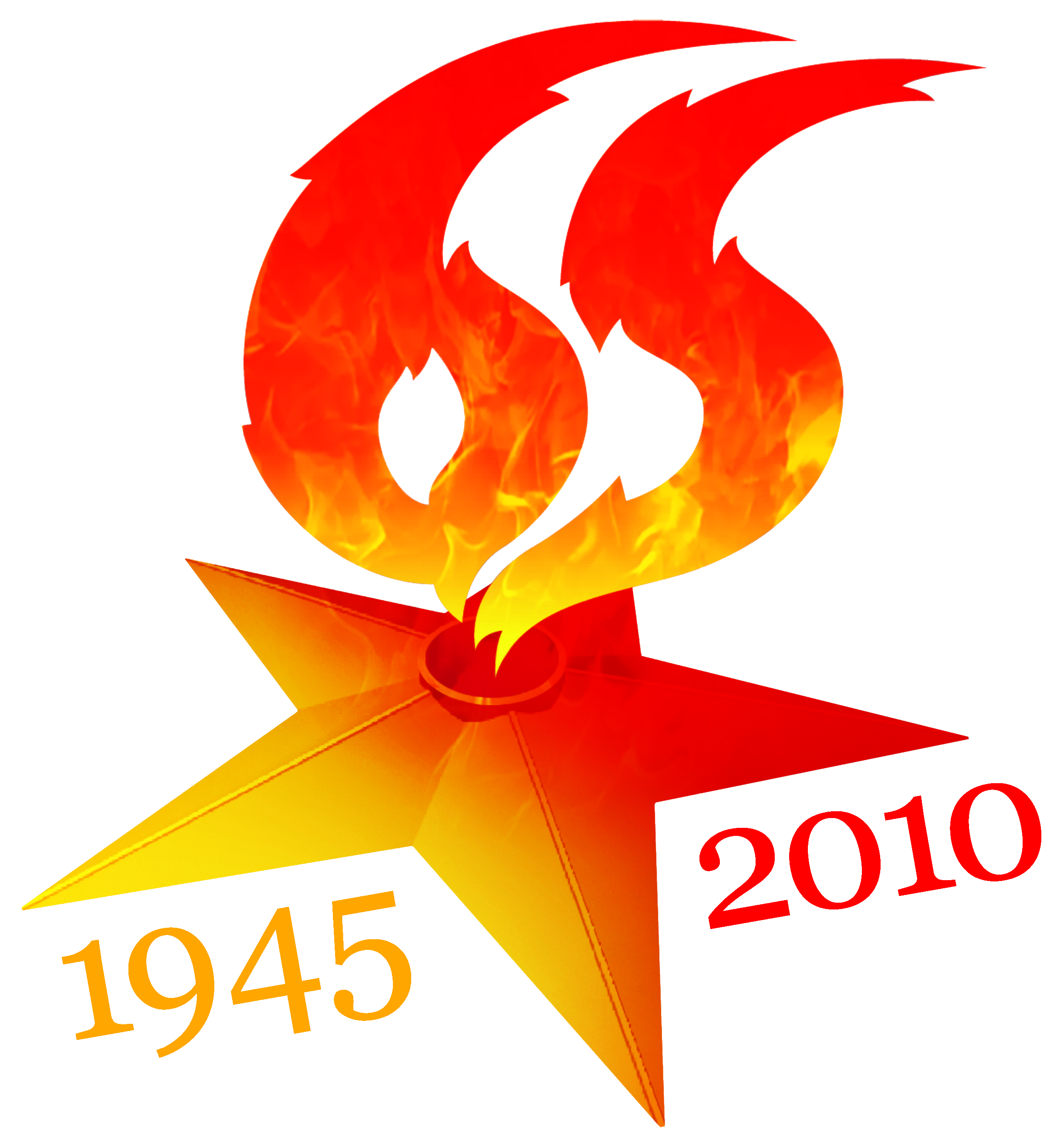
Emblema do 65º aniversário do Desfile do Dia da Vitória.

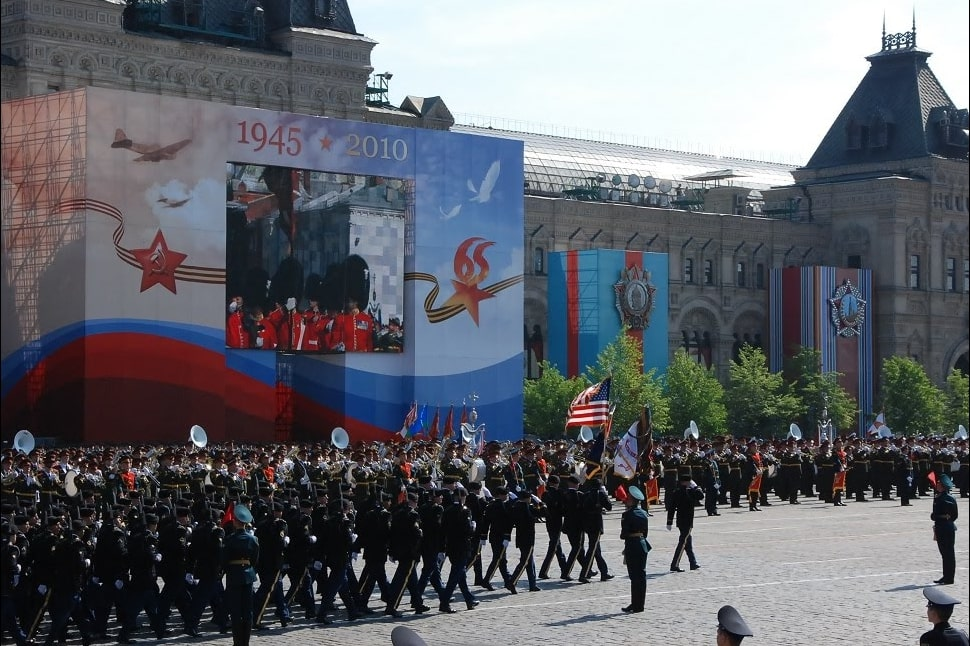
Soldados do Exército dos EUA na Praça Vermelha

O Desfile do Dia da Vitória em Moscou em 2010 foi um desfile militar realizado em 9 de maio de 2010 para comemorar o 65º aniversário da vitória soviética sobre a Alemanha Nazista na Grande Guerra Patriótica.
Foi o maior desfile realizado em Moscou, desde a dissolução da União Soviética em 1991, contando com a participação de 11.135 militares, 127 aeronaves, além do novo míssil balístico intercontinental móvel Topol-M. Pela primeira vez, o desfile de 2010 na Praça Vermelha contou com a participação de forças militares de nações estrangeiras que apoiaram a União Soviética durante a Segunda Guerra Mundial, incluindo a França, Polônia, Reino Unido e Estados Unidos, além de integrantes da Comunidade dos Estados Independentes.

## Componentes militares
O Desfile do Dia da Vitória em Moscou em 2010 envolveu mais de 11.000 tropas marchando, 160 veículos militares e 127 aeronaves militares, tornando-se o maior desfile realizado desde a dissolução da União Soviética em 1991. 
Vinte unidades de aviação da Força Aérea Russa participaram do desfile, que contou com o Ilyushin Il-76, Ilyushin Il-78, Antonov An-124, Sukhoi Su-27, Ilyushin Il-80, Beriev A-50, Tupolev Tu- 22M, Sukhoi Su-25, Mikoyan MiG-29, Mikoyan MiG-31, Tupolev Tu-95 e Tupolev Tu-160 realizando uma passagem aérea. Também participaram pela primeira vez o avião de treinamento a jato Yakovlev Yak-130 e o helicóptero pesado Mil Mi-26. O míssil ICBM móvel Topol-M, que apareceu pela primeira vez no desfile de 2009, foi mostrado aqui novamente pelo segundo ano consecutivo. 

### Militares estrangeiros
O desfile de 2010 marcou a primeira vez que soldados estrangeiros e da Comunidade dos Estados Independentes (CEI) estiveram juntos das forças russas na Praça Vermelha para o desfile.    Os batalhões da CEI incluíam Armênia, Azerbaijão, Belarus, Cazaquistão, Quirguistão, Moldávia, Tajiquistão e Ucrânia entre eles. A pedido do governo do Turquemenistão, o contingente do Turquemenistão foi liderado por um oficial montado a cavalo, com o cavalo (que era descendente do Ídolo, cavalo usado durante o desfile de 1945) sendo transportado de Ashgabat para Moscou.  A Polônia foi representada pelo Batalhão Representativo das Forças Armadas Polacas.  O Reino Unido foi representado por um destacamento de 76 soldados da Companhia Número 2, 1º Batalhão, Guardas Galeses, Banda Central da Força Aérea Real e Banda do Regimento da Força Aérea Real .  Os Estados Unidos foram representados pelo 2º Batalhão do 18º Regimento de Infantaria e pela Banda das Forças Navais da Europa. A França foi representada por pilotos e aeronaves do Regimento Aéreo Normandie-Niemen. As bandas russas e estrangeiras combinadas apresentaram Slavsya, Hino à Alegria e Den Pobedy no final do desfile. O presidente russo, Dmitri Medvedev, chamou a inclusão de tropas estrangeiras no desfile de reconhecimento de sua "vitória comum" na Segunda Guerra Mundial. 
A inclusão de tropas estrangeiras no desfile não foi isenta de controvérsia. O Partido Comunista da Federação Russa realizou um comício de 1º de Maio em Moscou, no qual milhares de manifestantes usaram o comício para criticar a inclusão de tropas de países da OTAN no desfile. Uma sondagem realizada pelo Levada Center revelou que 20 por cento dos inquiridos desaprovavam a presença de tropas estrangeiras, enquanto 8 por cento eram fortemente contra. 

## Dignitários internacionais

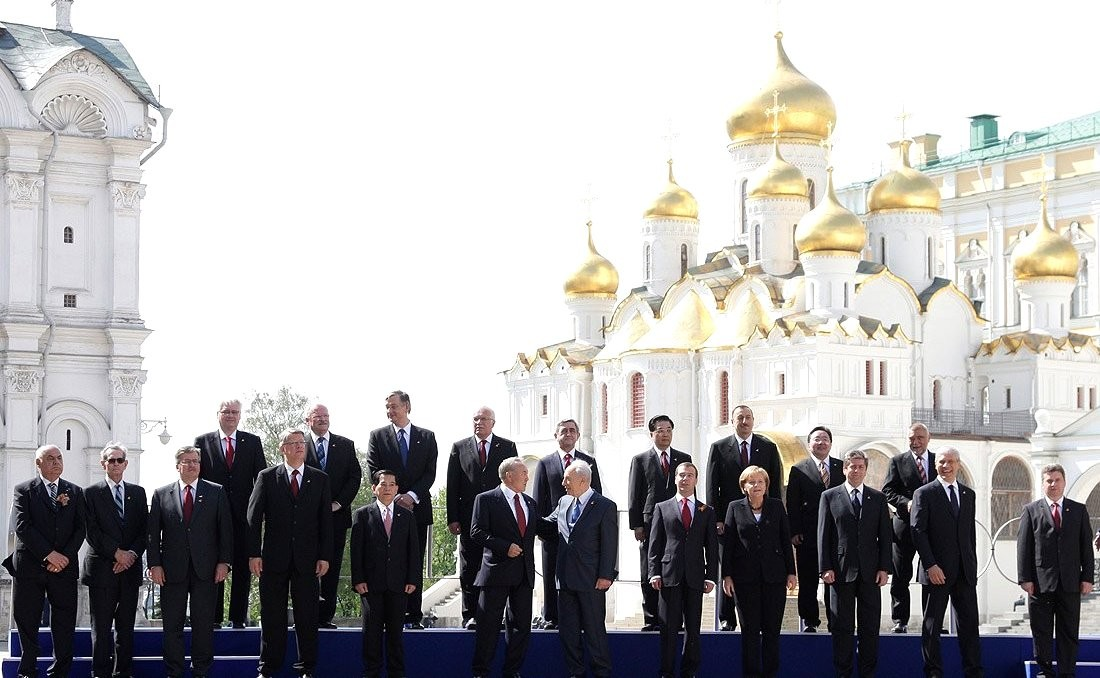
Líderes mundiais presentes no Desfile do Dia da Vitória de 2010

Mihai Ghimpu, o presidente interino da Moldávia, declarou no final de abril de 2010, após aceitar um convite do presidente russo Dmitri Medvedev para comparecer às celebrações, que não compareceria, alegando "Não tenho laços com Moscou. Apenas os vitoriosos irão, o que os derrotados farão lá?" Também surgiram preocupações de que um contingente moldavo não seria capaz de comparecer ao desfile devido às dificuldades financeiras do país, mas uma fonte do governo moldavo disse ao Kommersant que isso era apenas uma desculpa, e Ghimpu estava escolhendo melhorar as relações da Moldávia com a Romênia, que não foi convidada a comparecer às celebrações por ser aliada da Alemanha durante a Segunda Guerra Mundial. O ministro das Relações Exteriores russo, Sergey Lavrov, respondeu aos comentários de Ghimpu, que também incluíam a opinião de que a Rússia deveria pagar uma compensação à Moldávia pelo que ele alegou ser uma "ocupação soviética", pedindo às autoridades moldavas que não usassem a ocasião para especulações políticas. O rei Miguel I da Romênia, o último chefe de estado vivo da Segunda Guerra Mundial, foi convidado pelo presidente russo Medvedev para comparecer à cerimônia. 
A chanceler alemã Angela Merkel confirmou sua presença em 30 de abril, assim como o presidente interino da Polônia, Bronisław Komorowski. A presença de Komorowski é considerada parte de um esforço para fortalecer as relações entre a Polônia e a Rússia, que melhoraram após a morte do presidente polonês Lech Kaczyński em um acidente de avião perto de Smolensk no início de abril de 2010. Kaczyński teria confirmado sua presença no desfile pouco antes do acidente em que morreu, com relatórios na semana anterior à sua morte mostrando que ele estava questionando sua presença. 
O presidente chinês Hu Jintao confirmou sua presença no desfile em 3 de maio. No dia seguinte, a presença do presidente eslovaco Ivan Gašparovič foi confirmada.  Outros líderes mundiais que confirmaram a sua presença incluíram o presidente checo Václav Klaus,  o presidente francês Nicolas Sarkozy,  o primeiro-ministro italiano Silvio Berlusconi,  o presidente sérvio Boris Tadić,  o presidente búlgaro Georgi Parvanov,  e o presidente vietnamita Nguyễn Minh Triết,  Líderes da Arménia, Azerbaijão, Estónia, Grécia, Israel, Cazaquistão, Letónia, Mongólia e Eslovénia também confirmaram a sua presença.  Em 8 de Maio, Sarkozy e Berlusconi anunciaram que não iriam comparecer ao desfile em Moscovo, para poderem abordar a crise da dívida soberana europeia.  
Tanto o Reino Unido quanto os Estados Unidos planejavam enviar representantes de alto nível. Gordon Brown, o primeiro-ministro do Reino Unido, foi convidado para a Rússia, mas devido às eleições gerais do Reino Unido ele não pôde comparecer; o Ministério das Relações Exteriores e da Commonwealth sugeriu o Príncipe de Gales (agora rei Carlos III), em seu lugar. Barack Obama, o presidente dos Estados Unidos, também não pôde comparecer, mas ofereceu o Vice-Presidente Joe Biden como representante dos EUA; Biden estava em Bruxelas como parte dos esforços dos EUA para melhorar as relações com a União Europeia.  De acordo com o The Guardian, ambos os números foram rejeitados pelo primeiro-ministro russo, Vladimir Putin, no que ambos os países perceberam como uma afronta diplomática. Isso foi atribuído às más relações britânicas com a Rússia, devido à recusa contínua do Reino Unido em extraditar Boris Berezovsky devido às acusações russas de peculato, e às relações próximas de Biden com o presidente georgiano Mikheil Saakashvili, que é amplamente impopular na Rússia por causa da Guerra Rússia-Geórgia de 2008 . O Reino Unido e os EUA foram representados pelos seus embaixadores na Rússia, Dame Anne Pringle e John Beyrle, respectivamente. 

A lista de chefes de estados estrangeiros, governos e organizações internacionais que compareceram ao desfile foi:
| País        | Dignatário           | Posição    | Foto | País               | Dignatário                 | Posição             | Foto |
| ----------- | -------------------- | ---------- | ---- | ------------------ | -------------------------- | ------------------- | ---- |
| Abecásia    | Sergei Bagapsh       | Presidente | -    | Macedónia do Norte | Gjorge Ivanov              | Presidente          |      |
| Arménia     | Serj Sargsyan        | Presidente | -    | Mongólia           | Tsakhiagiin Elbegdorj      | Presidente          |      |
| Azerbaijão  | Ilham Aliyev         | Presidente |      | Montenegro         | Filip Vujanović            | Presidente          |      |
| Bulgária    | Georgi Parvanov      | Presidente |      | Polónia            | Bronisław Komorowski       | Presidente Interino |      |
| China       | Hu Jintao            | Presidente |      | Sérvia             | Boris Tadić                | Presidente          |      |
| Croácia     | Ivo Josipović        | Presidente |      | Eslováquia         | Ivan Gašparovič            | Presidente          |      |
| Chéquia     | Václav Klaus         | Presidente |      | Eslovénia          | Danilo Türk                | Presidente          |      |
| Estónia     | Toomas Hendrik Ilves | Presidente |      | Ossétia do Sul     | Eduard Kokoity             | Presidente          | -    |
| Alemanha    | Angela Merkel        | Chanceler  |      | Tajiquistão        | Emomali Rahmon             | Presidente          |      |
| Israel      | Shimon Peres         | Presidente |      | Turquemenistão     | Gurbanguly Berdimuhammedow | Presidente          |      |
| Cazaquistão | Nursultan Nazarbaev  | Presidente |      | Vietname           | Nguyễn Minh Triết          | Presidente          |      |
| Letónia     | Valdis Zatlers       | Presidente |      | -                  | -                          | -                   | -    |

## O desfile
Às 10:00 (horário de Moscou), o relógio da Torre Spasskaya no Kremlin de Moscou tocou e sinalizou o início do desfile em comemoração à derrota da Alemanha Nazista pela União Soviética na Grande Guerra Patriótica. O evento começou então com a exibição da bandeira da Rússia e do Estandarte da Vitória. Depois disso, o comandante do Distrito Militar de Moscou, Coronel General Valery Gerasimov, que comandou o desfile, e Anatoly Serdyukov, o Ministro da Defesa russo, que inspecionou o desfile, juntaram-se e inspecionaram as tropas. Às 10:14, Serdyukov relatou ao Comandante Supremo em Chefe e presidente russo, Dmitri Medvedev, sobre a prontidão das tropas. 
Depois disto, o presidente Medvedev fez um discurso no qual afirmou: "Há sessenta e cinco anos o nazismo foi vencido. A máquina que estava a dizimar nações inteiras foi parada. A paz regressou ao nosso país e à Europa como um todo. Foi posto fim à ideologia que estava a destruir os fundamentos da civilização." Medvedev também enfatizou o papel que a União Soviética desempenhou na guerra, suportando o peso dos ataques nazistas, nos quais participaram cerca de três quartos das suas forças militares.  
Após seu discurso e a execução do Hino Nacional da Federação Russa, um desfile de tropas ocorreu na Praça Vermelha, liderado pela Companhia de Percussionistas do Conservatório Militar de Moscou, Universidade Militar da MDFR. Cerca de 10.500 mil soldados marcharam, e aproximadamente 1.000 soldados da Comunidade dos Estados Independentes, Polônia, Reino Unido, França e Estados Unidos também marcharam. Seguiu-se uma procissão de 161 peças de equipamento militar pela Praça Vermelha, e 127 aeronaves e helicópteros sobrevoaram o Kremlin para formar o número "65". 
A parte histórica do desfile começou com a entrada na Praça Vermelha de representantes da infantaria, força aérea e marinha em uniformes resplandecentes da Grande Guerra Patriótica. Atrás deles marcharam tropas da Armênia, Azerbaijão, Bielorrússia, Cazaquistão, Quirguistão, Moldávia, Tajiquistão e Ucrânia. Cada uma dessas nações da Comunidade de Estados Independentes foi representada por cerca de 70 tropas. Seguindo os participantes da CEI, estava uma guarda de honra do Exército Polonês, e eles foram seguidos por 71 membros do Exército Britânico, 76 membros do exército dos Estados Unidos e 68 membros do exército francês. Na retaguarda do segmento estrangeiro do desfile estavam 68 tropas do Turcomenistão, lideradas por um comandante montado a cavalo, cujo cavalo tem linhagem com o cavalo emprestado ao marechal Gueorgui Júkov por Stalin para o desfile original.  Foi seguido pelo Esquadrão de Escolta de Cavalaria do Regimento Presidencial, vestindo uniformes GPW das forças de cavalaria soviéticas.

## Participantes do desfile

### Bandas militares presentes
- Bandas militares reunidas, lideradas e conduzidas pelo Major General Valery Khalilov e compostas por:
  - Banda do Quartel-General do Distrito Militar de Moscou sob o comando do Tenente-Coronel V Shevernev
  - Banda Militar Central da MDFR sob o comando do Coronel Andrei Kolotushkin e do Tambor-mor da Banda Central Tenente-Coronel Sergey Durygin
  - Banda da Sede do Ministério de Assuntos Internos da Federação Russa
  - Banda Central da Marinha Russa
  - Banda do Conservatório Militar de Moscou, Universidade Militar do Ministério da Defesa da Federação Russa
  - Banda do QG do Ministério de Situações de Emergência da Federação Russa
  - Banda da Academia de Armas Combinadas das Forças Armadas da Federação Russa
  - Banda da Universidade Tecnológica Militar
  - Banda da Academia Militar Pedro, o Grande, das Forças de Foguetes de Importância Estratégica
  - Banda Central da Força Aérea Real
  - A Banda do Regimento da Força Aérea Real
  - Banda das Forças Navais da Marinha dos Estados Unidos na Europa
  - Banda de Sopros e Fanfarras do Exército Francês Região Militar de Ile-de-France
  - Banda da 5ª Brigada de Rifles Motorizados de Guardas Separados "Mikhail Kalinin"
  - Banda da 4ª Divisão de Tanques de Guardas "Iúri Andropov"
  - Banda da 27ª Brigada de Rifles Motorizados de Guardas Separados
  - Banda Central da Força Aérea Russa
  - Banda da Academia da Força Aérea Combinada Gagarin-Zhukovsky
  - Banda do Quartel-General das Tropas Aerotransportadas Russas
  - Banda da Academia de Comando Aerotransportado de Riazã
  - Banda da Sede do Serviço de Segurança Federal
  - Banda da Academia de Defesa Civil do MSE
  - Banda Combinada de Moscou do Ministério de Assuntos Internos
- Companhia de bateristas, Conservatório Militar de Moscou, Universidade Militar do Ministério da Defesa da Federação Russa

### Coluna de infantaria
- 154º Regimento de Comandantes Independentes de Preobrazhensky e Guardas de Cor
  - Guarda de Cor composta por:
    - Bandeira da Rússia
    - Bandeira da Vitória
    - Bandeira das Forças Armadas da Federação Russa

  - Companhia de Guardas de Honra Combinada das Forças Armadas
- Unidades históricas e guarda de honra
  - Estandartes das frentes da guerra
  - Guarda de honra histórica
  - Tropas históricas das Forças Armadas Soviéticas
    - Exército Vermelho
    - Força Aérea Soviética
    - Marinha Soviética
    - Comando do Corpo de Cavalaria do Exército e Grupos Mecanizados de Cavalaria da WPRA (representado pelo Esquadrão de Escolta de Cavalaria do Regimento Presidencial)
- Forças da Comunidade de Estados Independentes e Nações Aliadas
  - Forças de manutenção da paz do Azerbaijão
  - Regimento da Capital de Erevã, Forças Armadas da Armênia
  - 5ª Brigada Spetsnaz das Forças Armadas da Bielorrússia
  - Companhia de Guardas de Honra do Ministério da Defesa do Cazaquistão
  - 8ª Divisão de Fuzileiros Motorizados da Guarda das Forças Armadas do Quirguistão
  - Companhia de Guardas de Honra do Exército Nacional da Moldávia
  - Instituto Militar do Ministério da Defesa do Tajiquistão
  - Academia Militar das Forças Terrestres Ucranianas
  - Batalhão representativo das Forças Armadas Polonesas
  - 2ª Companhia, 1º Batalhão, Guardas Galeses, Exército Britânico
  - 18º Regimento de Infantaria, Exército dos Estados Unidos
  - Regimento Aéreo Normandie-Niemen, Força Aérea Francesa
  - Batalhão de Guardas de Honra Independente do Ministério da Defesa do Turcomenistão [20]
- Forças Armadas da Federação Russa, Ministério de Assuntos Internos da Federação Russa, Ministério de Situações de Emergência e Defesa Civil da Federação Russa, Serviço Federal de Segurança da Federação Russa
  - Academia de Armas Combinadas das Forças Armadas da Federação Russa
  - Universidade Militar do Ministério da Defesa da Federação Russa
  - Academia da Força Aérea Zhukovsky – Gagarin
  - Escola de Forças de Foguetes e Treinamento de Defesa Antiaérea do Estado-Maior da Força Aérea
  - Instituto Militar Naval do Báltico "Almirante Fyodor Ushakov"
  - 336ª Brigada de Infantaria Naval de Guardas da Frota do Báltico
  - Academia Militar das Forças de Mísseis Estratégicos de Pedro, o Grande
  - Instituto das Forças de Foguetes Militares de Moscou, SFRI FR
  - Academia Espacial Militar
  - Instituto Espacial Militar de Rádio Eletrônica de Moscou
  - Escola Superior de Comando Aerotransportado da Guarda Riazã
  - 331º Regimento Aerotransportado de Guardas
  - Instituto Militar de Moscou do Serviço Federal de Fronteiras da Federação Russa "Conselho Municipal de Moscou"
  - ODON Ind. Divisão de Tropas Internas Motorizadas do Ministério de Assuntos Internos da Federação Russa " Felix Dzerzhinsky "
  - Academia de Defesa Civil do Ministério de Situações de Emergência da Federação Russa
  - Universidade Tecnológica Militar
  - 2ª Divisão de Fuzileiros Motorizados da Guarda
  - 27ª Brigada de Rifles Motorizados de Guardas Separados
  - Escola de Treinamento de Alto Comando Militar de Moscou

### Coluna Móvel
- T-34
- GAZ-67B
- SU-100
- GAZ Tigr
- BPM-97
- BTR-80
- BMP-3
- T-90
- 2S19 Msta
- 9K37 Buk
- TOS-1
- BM-30 Smerch
- S-400 Triunfo
- Pantsir-S1
- Iskander-M
- Topol-M

### Sobrevoo de coluna aérea
- Festa das Cores do Mi-8
- Mi-24
- Mi-28
- Mil Mi-35
- Iaque-130
- MiG-29
- Sukhoi Su-24
- Sukhoi Su-34
- Sukhoi Su-27
- Tu-22M3
- Tu-95
- Tu-160

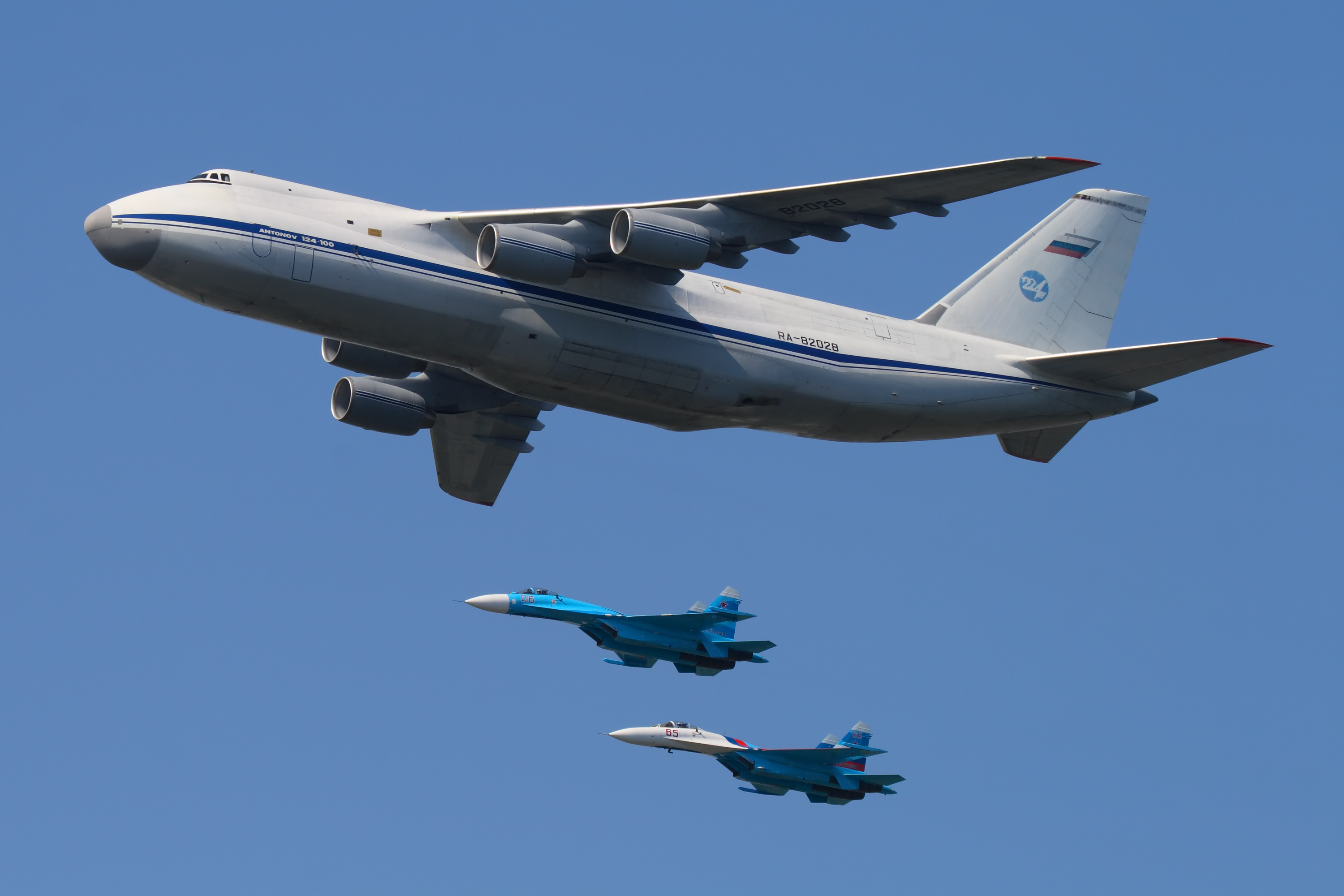
Antonov An-124 da 224ª Unidade de Voo com 2 Sukhoi Su-27 da equipe acrobática Cavaleiros Russos.

- Esquadrão de formação conjunta de Cavaleiros Russos e Strizhi ( Sukhoi Su-27 e Mikoyan MiG-29)
- Il-78
- Beriev A-50
- Sukhoi Su-25
- Antonov An-124

## Música
Procissão de bandeiras, inspeção e endereço
- Guerra Sagrada (Священная Война) por Alexandr Alexandrov
- Marcha Lenta dos Tanquistas (Встречный Марш Танкистов) por Semyon Tchernetsky
- Marcha lenta para carregar a bandeira de guerra (Встречный Марш для выноса Боевого Знамени) por Dmitriy Valentinovich Kadeyev
- Marcha Lenta dos Guardas da Marinha (Гвардейский Встречный Марш Военно-Морского Флота) por Nikolai Pavlocich Ivanov-Radkevich
- Marcha Lenta das Escolas de Oficiais (Встречный Марш офицерских училищ) por Semyon Tchernetsky
- Marcha Lenta (Встречный Марш) por Dmitry Pertsev
- Marcha Lenta do Exército Vermelho (Встречный Марш Красной Армии) por Semyon Tchernetsky
- Marcha Lenta (Встречный Марш) por Evgeny Aksyonov
- Marcha do Regimento Preobrazhensky (Марш Преображенского Полка)
- Fanfarra de Desfile Todos Ouçam! (Парадная Фанфара "Слушайте все!") por Andrei Golovin
- Hino Estatal da Federação Russa (Государственный Гимн Российской Федерации) por Alexander Alexandrov
- Retiro de Sinal (Сигнал "Отбой")

Coluna de Infantaria
- O Triunfo dos Vencedores (Триумф Победителей)
- Balada de um Soldado (Баллада о Солдате) por Vasily Pavlovich Solovyov-Sedoy
- Marcha dos Defensores de Moscou (Марш защи́тников Москвы́) por Boris Alexandrovich Mokroysov
- Marcha Herói (Марш "Герой")
- Em Guarda pela Paz (На страже Мира) por Boris Alexandrovich Diev
- Marcha Aérea (Авиамарш) por Yuliy Abramovich Khait
- A Tripulação é uma família (Экипаж - одна семья) por Viktor Vasilyevich Pleshak
- Marcha dos Cosmonautas/Amigos, eu acredito (Марш Космонавтов /Я верю, друзья) por Oskar Borisovich Feltsman
- Precisamos de uma vitória (Нам Нужна Одна Победа) por Bulat Shalvovich Okudzhava
- Servir à Rússia (Служить России) por Eduard Cemyonovich Khanok
- Dia da Vitória (День Победы) por David Fyodorovich Tukhmanov

Coluna de Veículos
- Marcha General Miloradovich (Марш "Генерал Милорадович") por Valery Khalilov
- Marcha Herói (Марш "Герой")
- Katyusha (Катюша) de Matvey Blanter
- Marcha Kant (Марш "Кант") por Valery Khalilov
- Marcha dos Tanquistas (Марш Танкистов) por Semyon Tchernetsky
- Marcha Herói (Марш "Герой")
- Katyusha (Катюша) de Matvey Blanter
- Marcha Kant (Марш "Кант") por Valery Khalilov
- Marcha dos Tanquistas (Марш Танкистов) por Semyon Tchernetsky

Coluna aérea
- Marcha Aérea (Авиамарш) por Yuliy Abramovich Khait
- Marcha Aviões – Primeiro de tudo (Марш "Первым делом самолёты") por Vasili-Solovyov-Sedoi
- É hora de ir (Пора в путь-дорогу) por Vasili-Solovyov-Sedoi
- Marcha Aérea (Авиамарш) por Yuliy Abramovich Khait
- Marcha Aviões – Primeiro de tudo (Марш "Первым делом самолёты") por Vasili-Solovyov-Sedoi
- Melodia da Vitória (Мелодия Победы) por Sergey Danilchenko

Conclusão
- Glória (Славься) por Mikhail Glinka
- Hino à Alegria por Ludwig van Beethoven
- Dia da Vitória (День Победы) por David Fyodorovich Tukhmanov
- A Despedida da Eslava (Прощание Славянки) por Vasiliy Agapkin

## Galeria

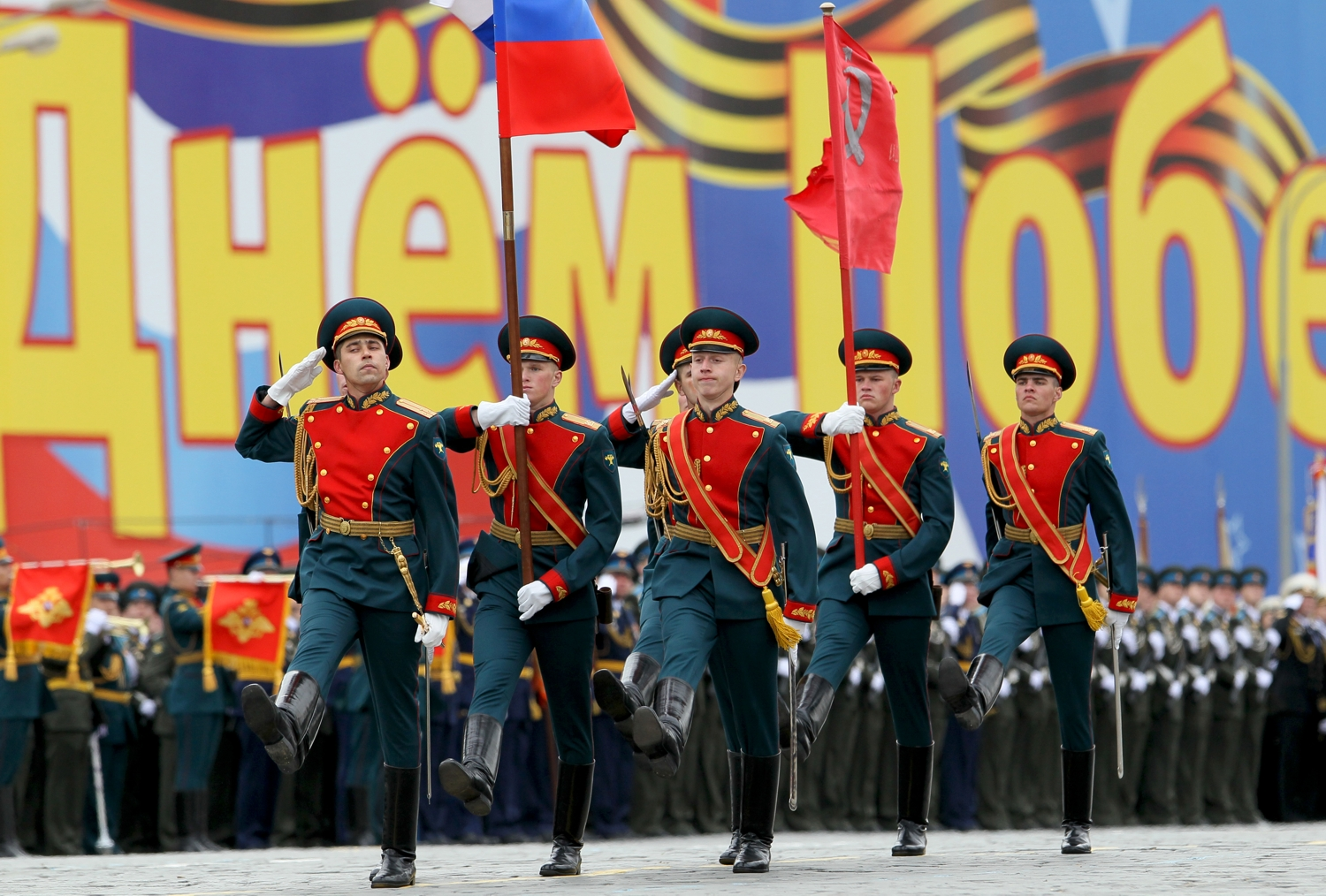
Guarda de honra marchando com a bandeira russa e a Bandeira da Vitória
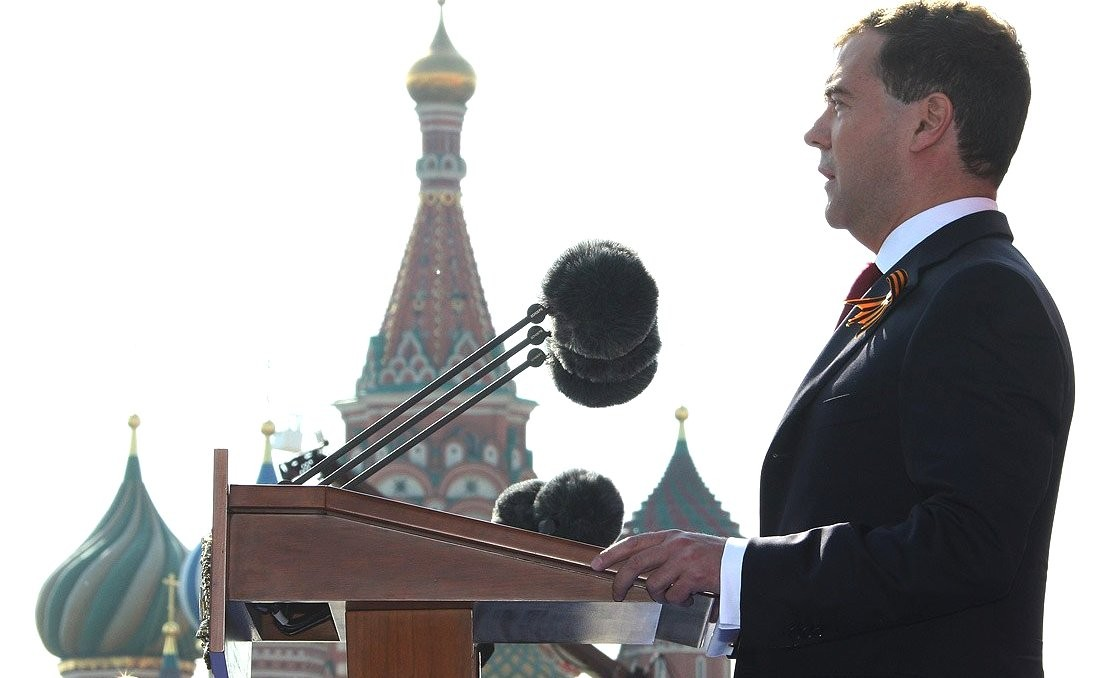
O presidente Dmitri Medvedev fazendo um discurso
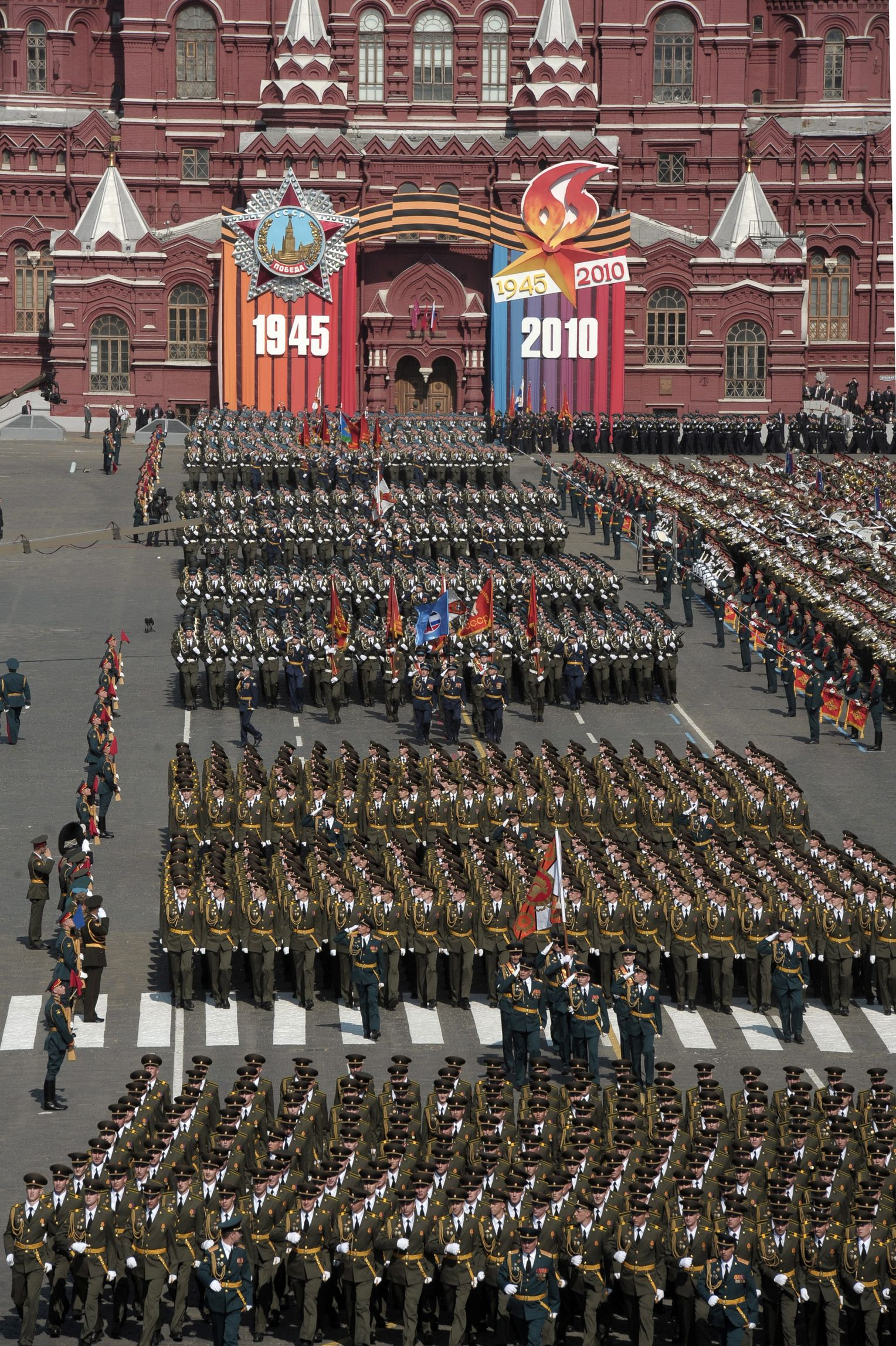
Visão geral das tropas que participam do desfile
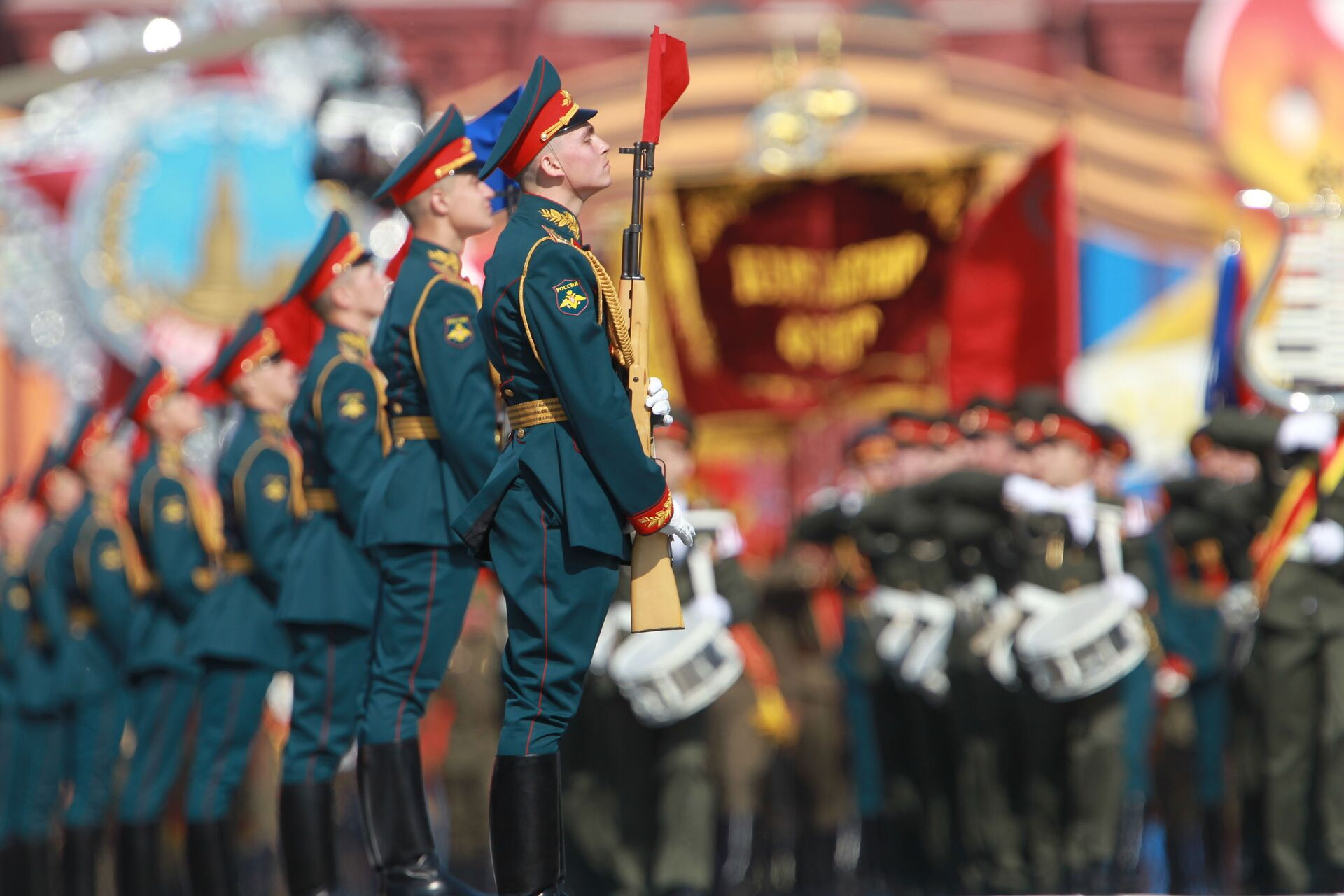
Soldados das Forças Armadas da Federação Russa
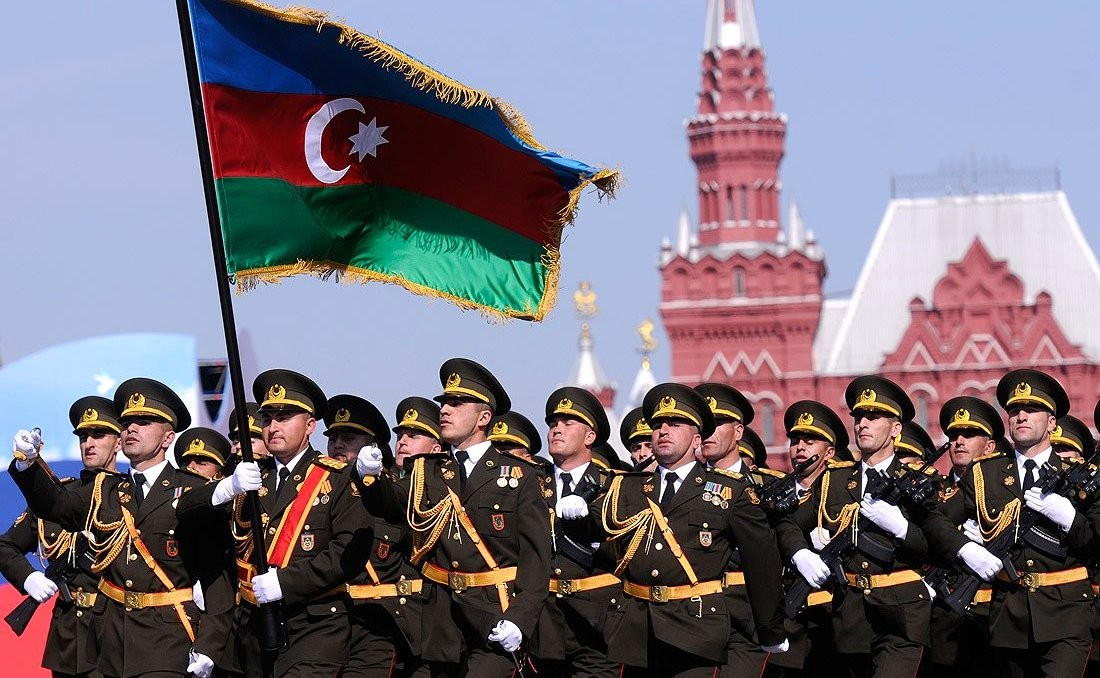
Contingente do exército azerbaijano
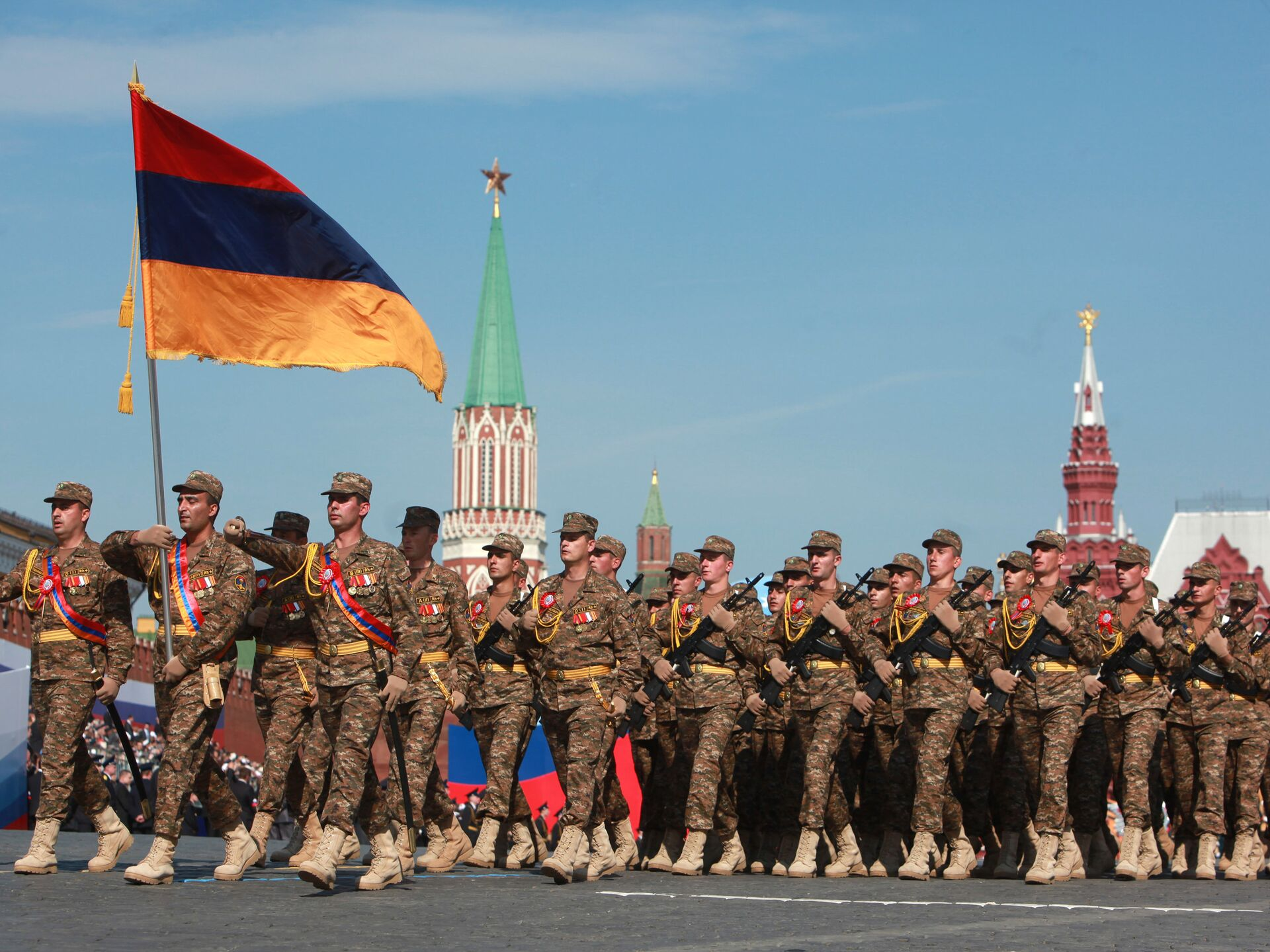
Contingente do exército armênio
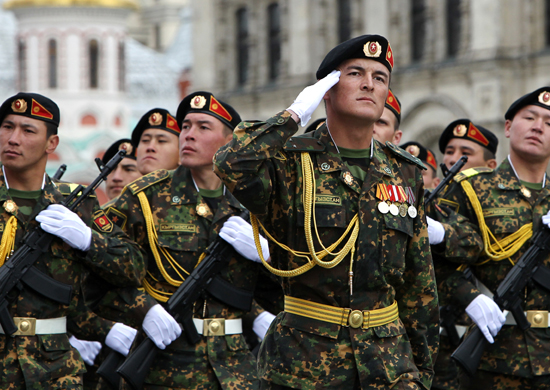
Contingente do exército quirguiz
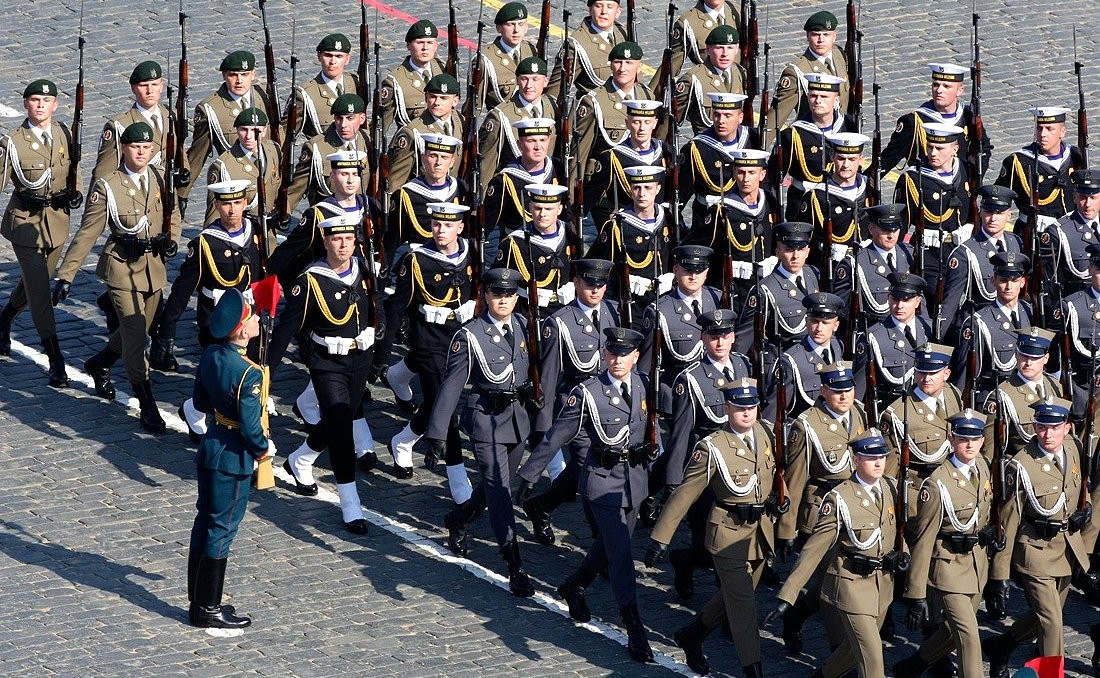
Contingente do exército polonês
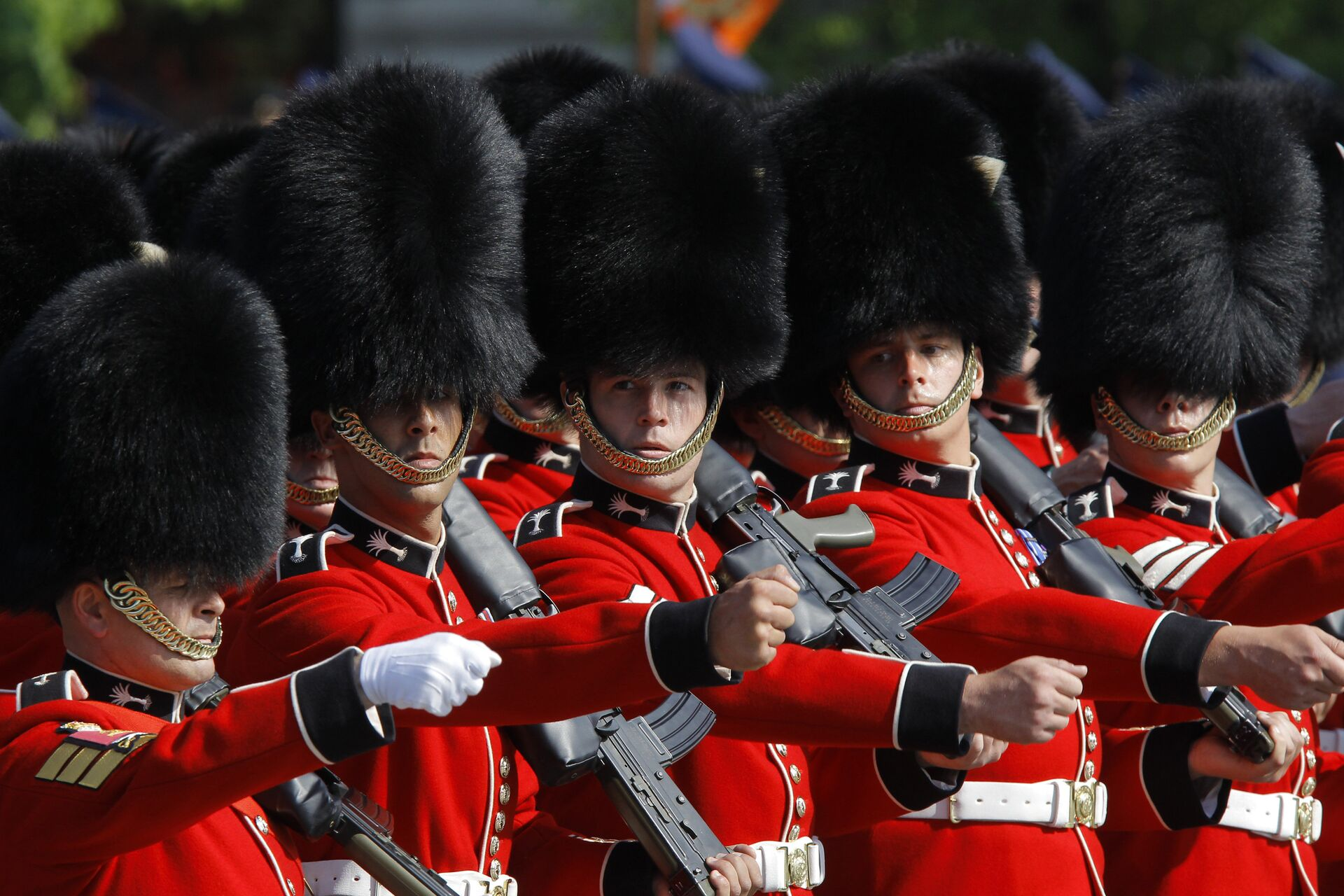
Guardas galeses do exército britânico
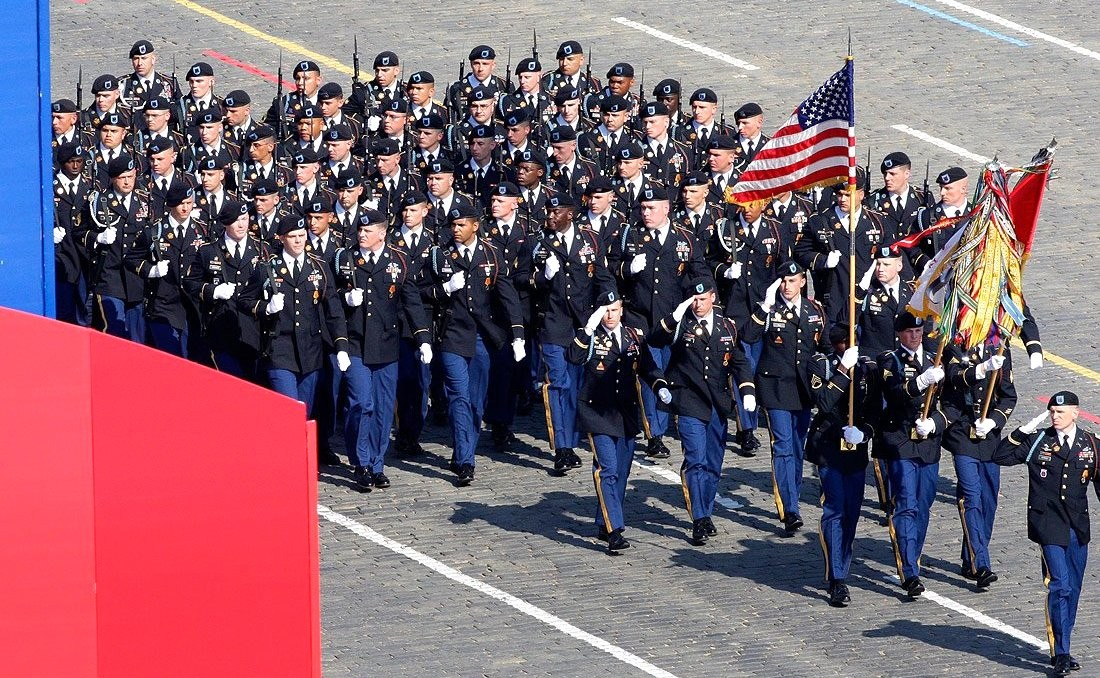
Contingente do 18º Regimento de Infantaria do Exército dos Estados Unidos
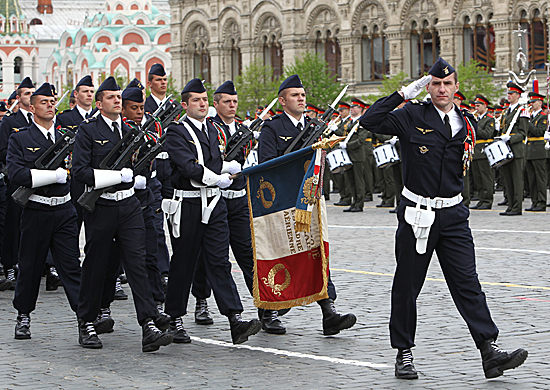
Contingente do Exército Francês
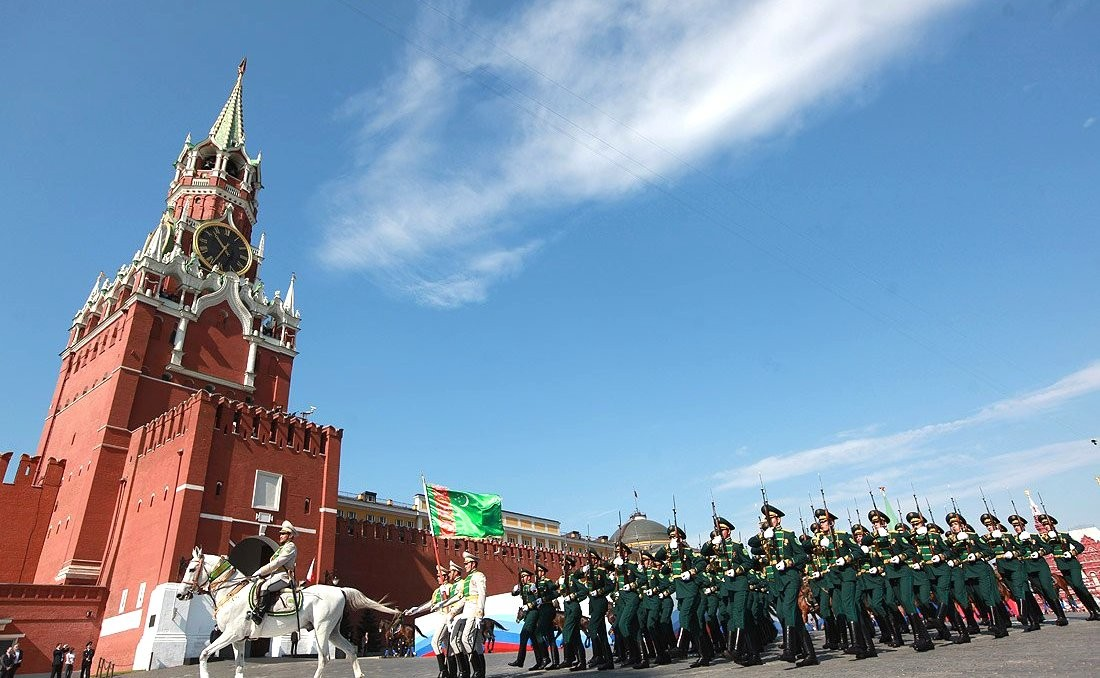
Contingente do exército turcomano
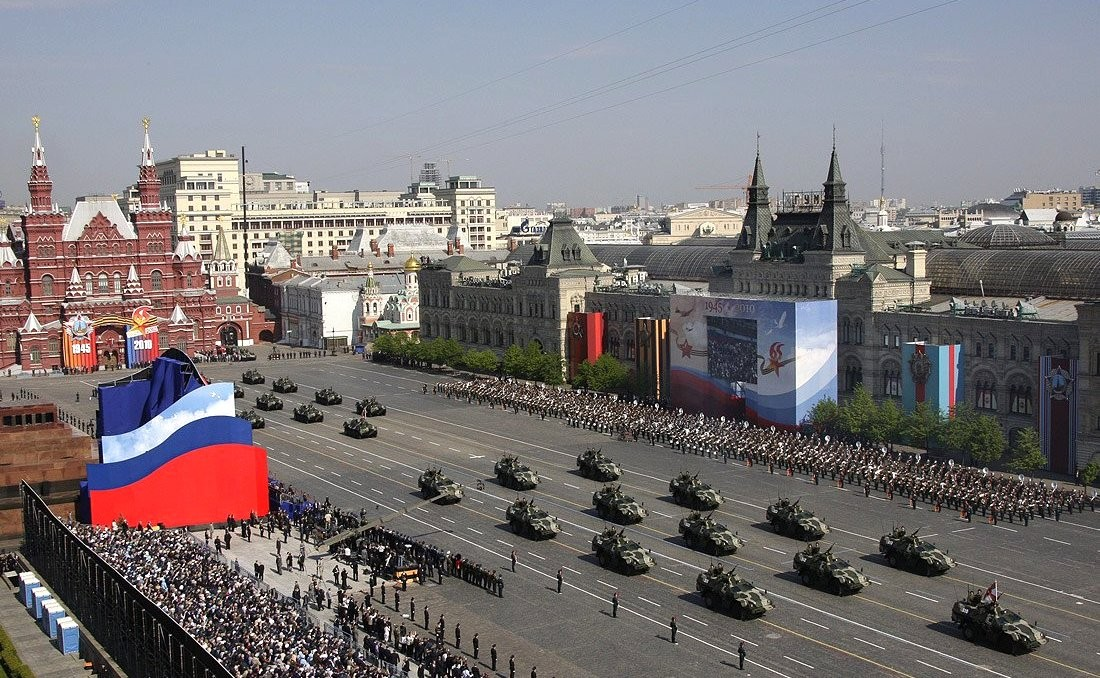
Veículos militares na Praça Vermelha
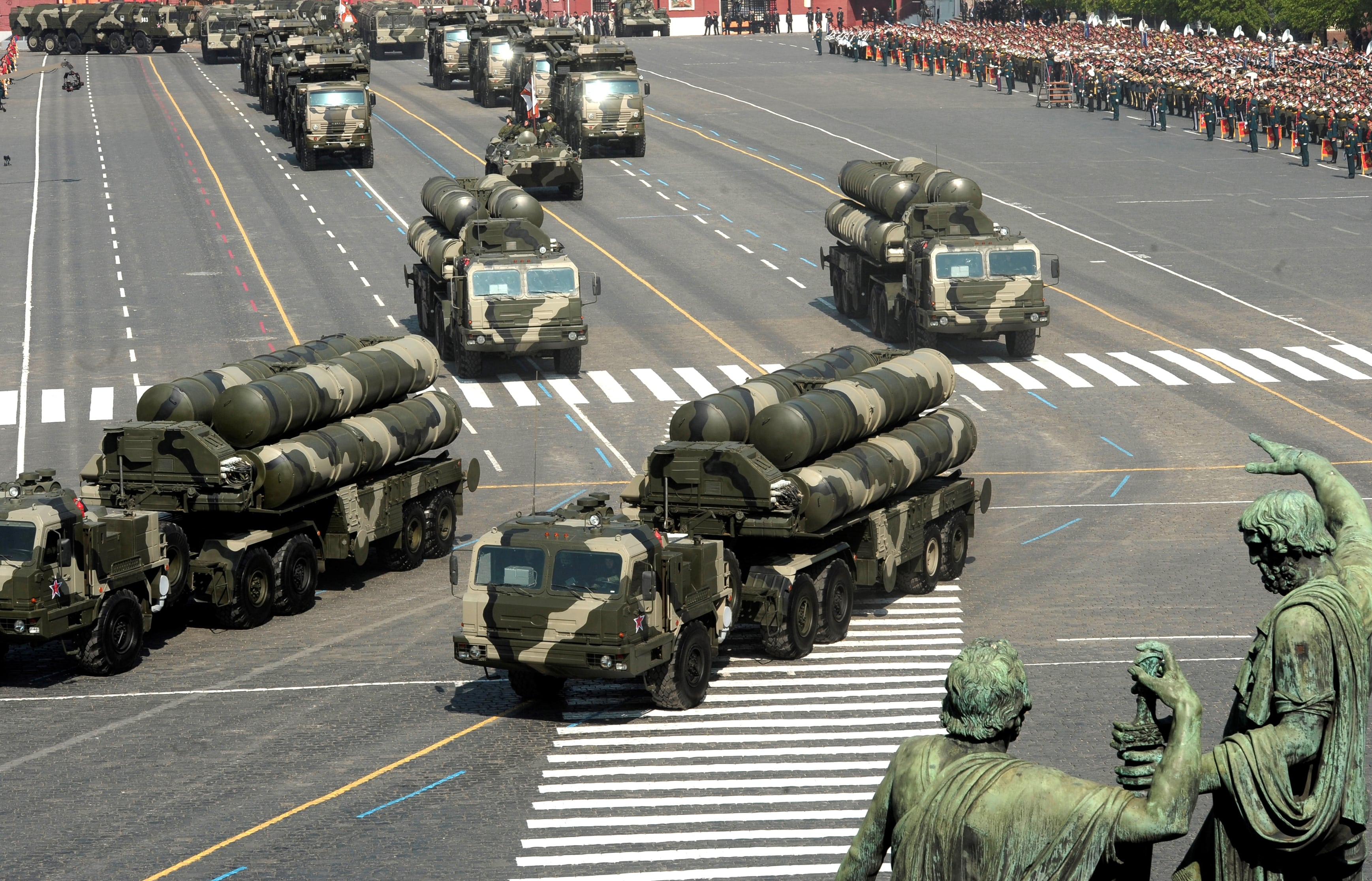
S-400 no desfile
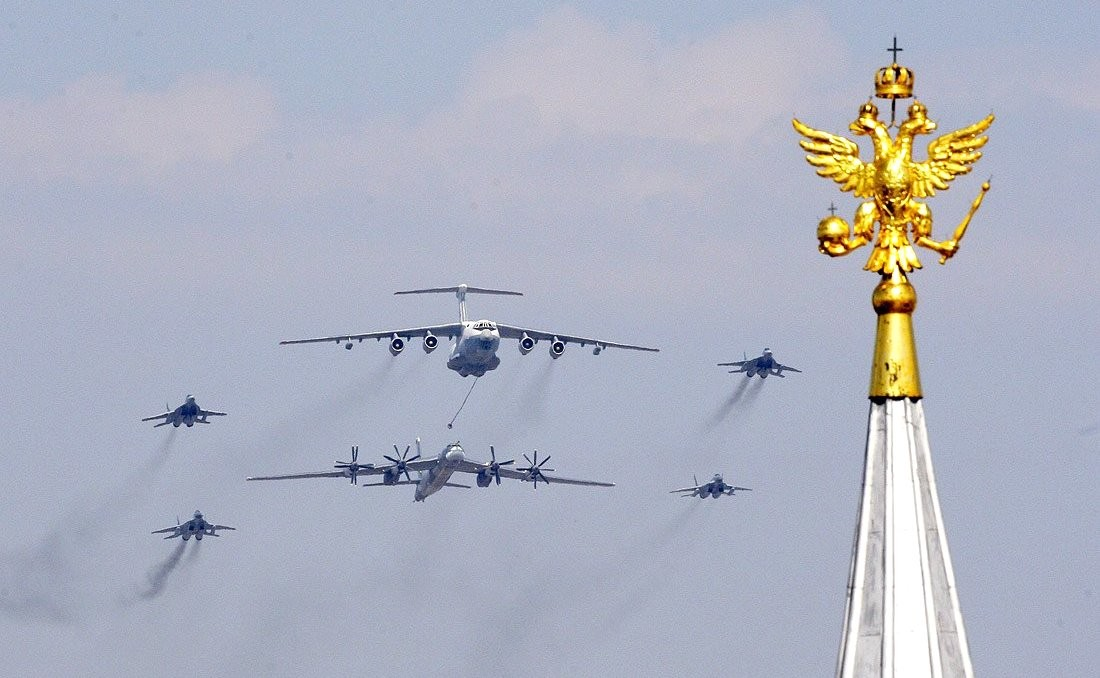
Aeronaves da Força Aérea Russa e o Brasão de Armas da Rússia
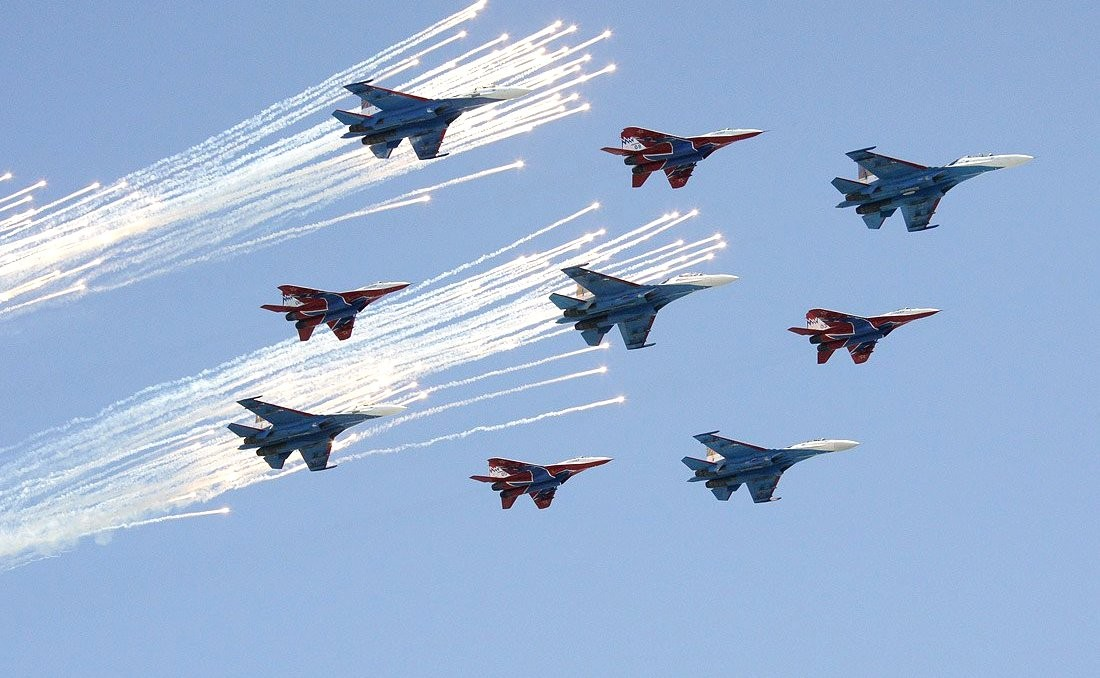
Cavaleiros russos e Strizhi sobre a Praça Vermelha
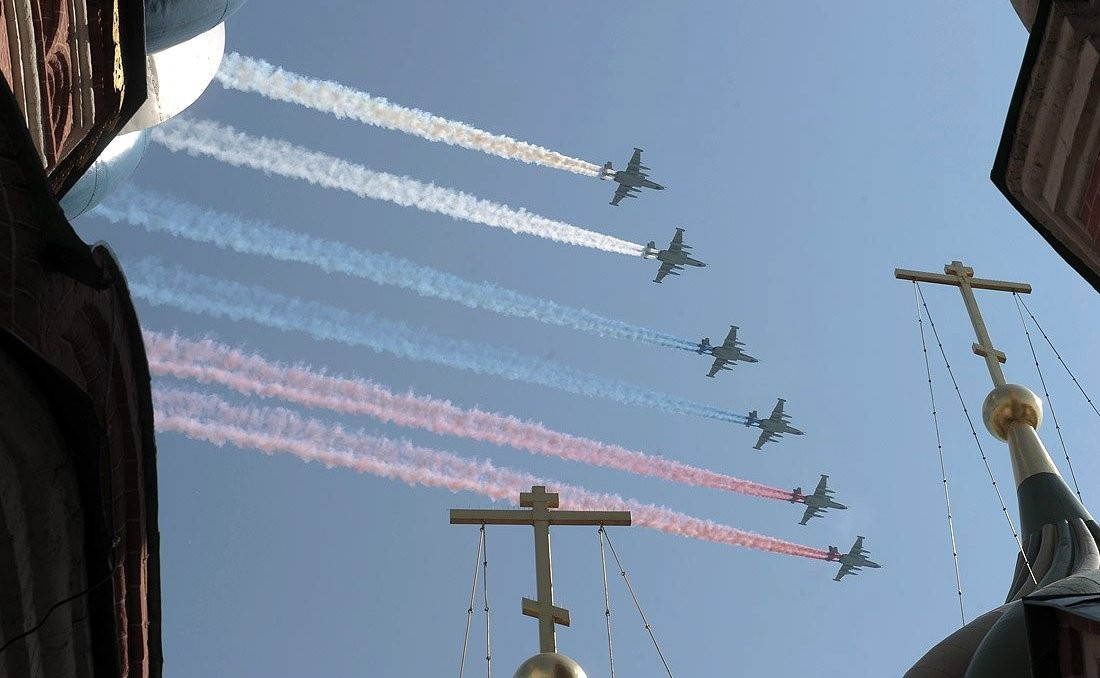
Bandeira russa apresentada pelos Su-25s
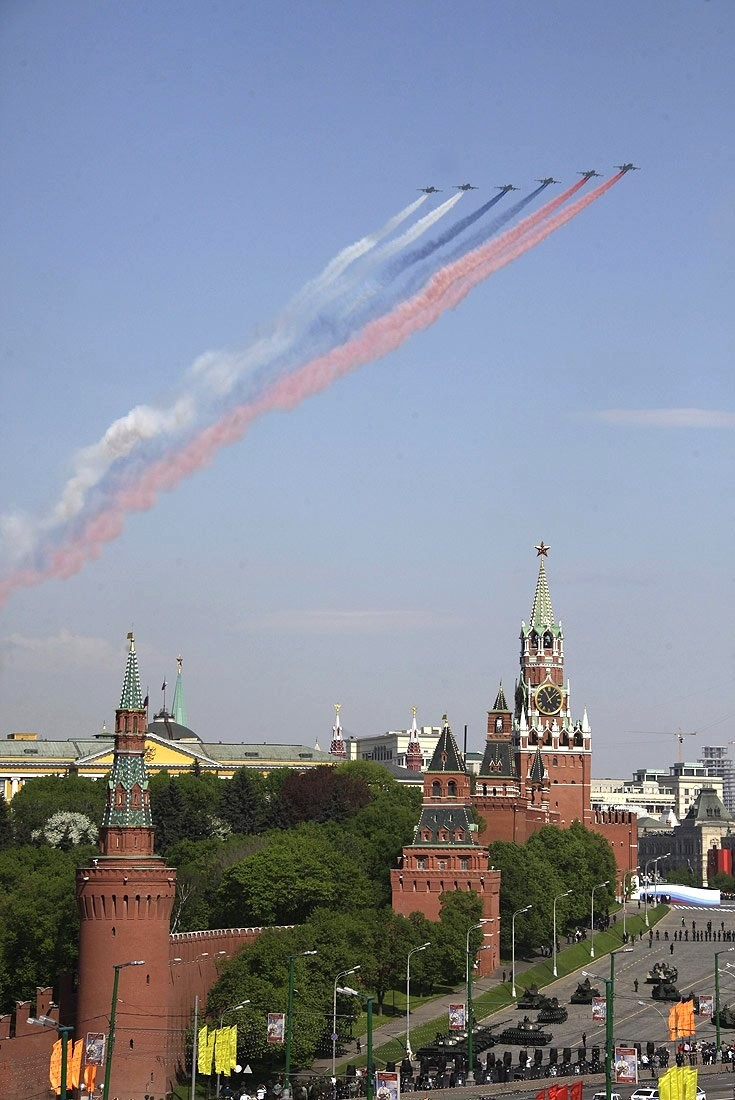
O céu sobre o Kremlin de Moscou
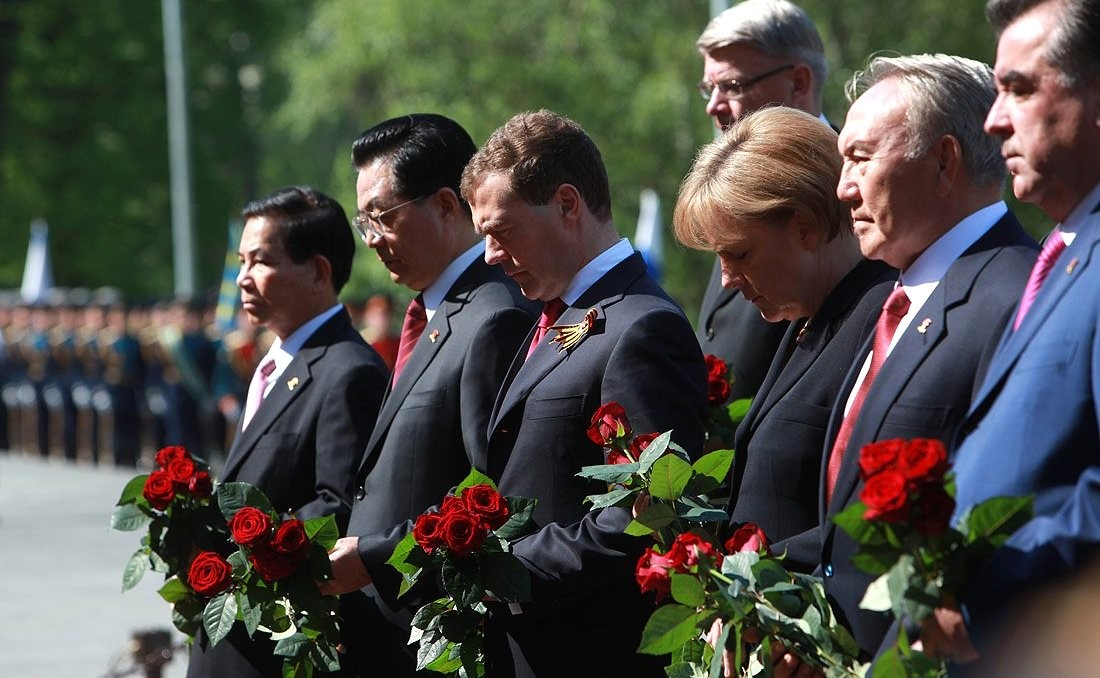
Líderes durante a cerimônia de deposição de coroas de flores no Túmulo do Soldado Desconhecido
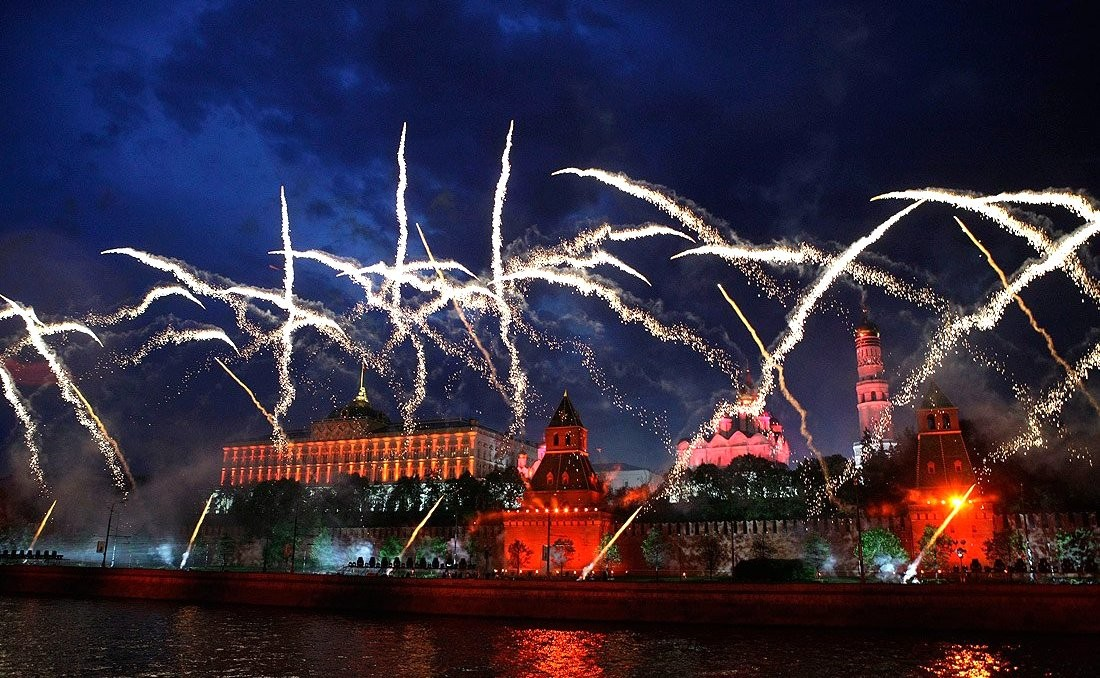
Fogos de artifício no Kremlin de Moscou na noite de 9 de maio
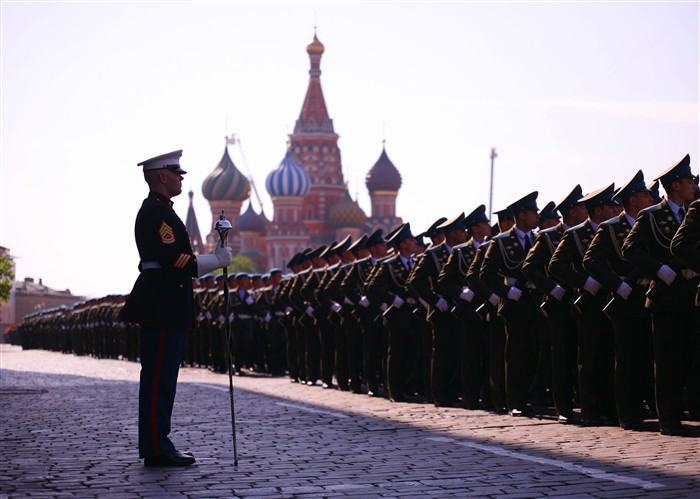
O sargento de artilharia do Corpo de Fuzileiros Navais Benjamin Becker, tambor-mor da Banda Europeia das Forças Navais dos EUA, fica na Praça Vermelha enquanto espera para se apresentar no desfile.

## Links externos
- (em inglês) Organising committee for the 65th anniversary celebrations of victory in the Great Patriotic War
- (em russo) Full video of the parade at Kremlin.ru

### Fotos e vídeos
- Panoramas 360° do desfile em tecnologia QuickTime VR
- Ensaio do desfile do Dia da Vitória em Moscou do Exército dos EUA para a Praça Vermelha
- Soldados britânicos marcham na Praça Vermelha em desfile histórico
- Franchise готовятся к параду в Москве